# Samuel Pepys
Samuel Pepys (23 de febrer de 1633 - 26 de maig de 1703) va ser un diarista, membre i president de la Royal Society, membre del Parlament anglès, i administrador de la Marina d'Anglaterra. Era un personatge de nivell cultural molt alt posseïdor d'una biblioteca de més de 3.000 volums que va passar íntegrament a la posteritat. Va exercir com a administrador de la Marina d'Anglaterra i membre del Parlament i és més famós pel diari que va mantenir durant una dècada quan encara era jove. Pepys no tenia experiència marítima, però va arribar a ser el secretari en cap de l'Almirallat sota el rei Carles II i Jaume II gràcies al patrocini, la diligència i el seu talent per a l'administració. La seva influència i reformes a l'Almirallat van ser importants en la primera professionalització de la Royal Navy.
L'obra de Samuel Pepys és una font historiogràfica important gràcies a haver confeccionat un detallat diari privat, molt sincer, escrit amb un sistema de taquigrafia que abasta el període 1660–1669 i que no va poder ser desxifrat fins al 1825. El diari a més de la vida privada documenta les activitats científiques polítiques i econòmiques d'Anglaterra. El detallat diari privat que Pepys va mantenir des de 1660 fins a 1669 es va publicar per primera vegada al segle XIX i és una de les fonts primàries més importants del període de la Restauració anglesa. Proporciona una combinació de revelacions personals i relats de testimonis oculars de grans esdeveniments, com la Gran Pesta de Londres, la Segona Guerra Holandesa i el Gran Incendi de Londres.

## Diari
L'1 de gener de 1660 ("1 de gener de 1659/1660" en termes contemporanis), Pepys va començar a portar un diari. Va registrar la seva vida quotidiana durant gairebé deu anys. Aquest registre d'una dècada de la vida de Pepys té més d'un milió de paraules i sovint es considera el diari més celebrat de Gran Bretanya. Pepys ha estat considerat el diarista més gran de tots els temps a causa de la seva franquesa a l'hora d'escriure sobre les seves pròpies debilitats i la precisió amb què registra els esdeveniments de la vida quotidiana britànica i els esdeveniments més importants del segle xvii. [18] Pepys va escriure sobre la cort i el teatre contemporanis (inclosos els seus afers amorosos amb les actrius), la seva llar i els principals fets polítics i socials.
Els historiadors han estat utilitzant el seu diari per obtenir una major visió i comprensió de la vida a Londres al segle xvii. Pepys va escriure constantment sobre temes com les finances personals, l'hora en què es llevava al matí, el clima i el que menjava. Va escriure llargament sobre el seu nou rellotge del qual estava molt orgullós (i que tenia una alarma, un nou accessori en aquell moment), un visitant del camp que no va gaudir del seu temps a Londres perquè sentia que hi havia massa gent, i el seu gat el desperta a la una de la matinada. El diari de Pepys és una de les poques fonts que ofereix tanta extensió en els detalls de la vida quotidiana d'un home de classe mitjana alta durant el segle xvii.
A part de les activitats del dia a dia, Pepys també va comentar els esdeveniments significatius i turbulents de la seva nació. Anglaterra estava en desordre quan va començar a escriure el seu diari. Oliver Cromwell havia mort només uns anys abans, creant un període de disturbis civils i un gran buit de poder per omplir. Pepys havia estat un ferm partidari de Cromwell, però es va convertir a la causa realista després de la mort del Protector. Va ser al vaixell que va retornar Carles II a Anglaterra per ocupar el seu tron i va explicar de primera mà altres esdeveniments significatius dels primers anys de la Restauració, com la coronació de Carles II, la Gran Pesta, el Gran Incendi. de Londres i les guerres anglo-holandeses.
Pepys no tenia previst que els seus contemporanis veiessin mai el seu diari, cosa que és evident pel fet que va escriure en taquigrafia i, de vegades, en un "codi" de diverses paraules espanyoles, franceses i italianes (sobretot quan descrivia els seus afers il·lícits). No obstant això, Pepys sovint juxtaposava paraules blasfemes en el seu anglès nadiu enmig del seu "codi" de paraules estrangeres, una pràctica que revelaria els detalls a qualsevol lector casual. Tenia la intenció que les generacions futures veiessin el diari, com ho demostra la seva inclusió a la seva biblioteca i el seu catàleg abans de la seva mort, juntament amb la guia taquigràfica que va utilitzar i la planificació elaborada mitjançant la qual va assegurar que la seva biblioteca sobrevisqués intacta després de la seva mort.
Les dones a les quals va perseguir, els seus amics i els seus tractes estan tots exposats. El seu diari revela les seves gelosies, inseguretats, preocupacions trivials i la seva relació conflictiva amb la seva dona. Ha estat un relat important de Londres a la dècada de 1660. La juxtaposició del seu comentari sobre la política i els esdeveniments nacionals, al costat d'allò molt personal, es veu des del principi. Els seus paràgrafs inicials, escrits el gener de 1660, comencen així:
| « | Beneït sigui Déu, a finals de l'any passat estava molt bé de salut, sense cap sentit del meu vell dolor, sinó en prendre refredat. Jo vivia al pati de l'Axe, tenint la meva dona i la meva serventa Jane, i no més en família que nosaltres tres. La meva dona, després de l'absència dels seus termes durant set setmanes, em va donar esperances que estigués embarassada, però l'últim dia de l'any les torna a tenir. La condició de l'Estat era així. A saber. el Rump, després d'haver estat pertorbat pel meu lord Lambert, fa poc va ser tornat a seure. Tots els oficials de l'exèrcit es van obligar a cedir. Lawson es troba encara al riu i Monke està amb el seu exèrcit a Escòcia. Només el meu lord Lambert encara no ha entrat al Parlament; ni s'espera que ho faci, sense que hi hagi obligat. — Diari de Samuel Pepys, gener de 1660. | » |

Les entrades dels primers mesos estaven plenes de notícies de la marxa del general George Monck a Londres. A l'abril i maig d'aquell any, es trobava amb problemes amb la seva dona, i va acompanyar la flota de Montagu als Països Baixos per fer tornar Carles II de l'exili. Montagu va ser nomenat comte de Sandwich el 18 de juny, i Pepys va aconseguir el càrrec de secretari dels actes a la Junta de la Marina el 13 de juliol. [8] Com a secretària de la junta, Pepys tenia dret a un sou anual de 350 lliures esterlines més les diverses gratificacions i beneficis que venien amb la feina, inclosos els suborns. Va rebutjar una oferta de 1.000 lliures per la posició d'un rival i poc després es va traslladar a un allotjament oficial a Seething Lane a la ciutat de Londres.
Pepys va deixar d'escriure el seu diari el 1669. La seva vista va començar a molestar-lo i tenia por que escriure amb poca llum li fes mal als ulls. En les seves últimes entrades, va donar a entendre que podria fer que altres escrivissin el seu diari per a ell, però fer-ho es traduiria en una pèrdua de privadesa i sembla que mai no va seguir endavant amb aquests plans. Al final, Pepys va viure 34 anys més sense quedar-se cec, però no es va posar mai més a escriure el seu diari.
Tanmateix, Pepys va dictar un diari durant dos mesos entre 1669 i 1670 com a registre dels seus tractes amb els comissaris de comptes en aquell període. També va mantenir un diari durant uns mesos el 1683 quan va ser enviat a Tànger, al Marroc, com el funcionari més alt de la marina, durant l'evacuació anglesa. El diari tracta sobretot temes relacionats amb la feina.